# Börsengehandelter Fonds
Ein börsengehandelter Fonds (englisch exchange-traded fund, ETF) ist ein Investmentfonds, der fortlaufend an einer Börse gehandelt wird. Es handelt sich somit um eine Variante der Exchange-traded Products. Er wird im Normalfall nicht über die emittierende Investmentgesellschaft, sondern über die Börse am Sekundärmarkt erworben und veräußert.:2 Die meisten börsengehandelten Fonds sind passiv verwaltete Indexfonds, welche die Zusammensetzung und Entwicklung eines Wertpapierindexes nachbilden. Die Abkürzung „ETF“ wird daher auch synonym mit Indexfonds benutzt. Irreführend ist die Bezeichnung „Indexaktie“ für einen börsengehandelten Indexfonds, denn der Fonds gibt Investmentzertifikate und keine Aktien aus.  
ETFs sind für die meisten Anlageklassen verfügbar. Dazu zählen etwa Aktien, Rohstoffe oder Anleihen.:246

## Geschichte
Der erste ETF entstand 1989 durch Index Participation Shares und war ein S&P-500-ETF, der an der NYSE American und der Philadelphia Stock Exchange gehandelt wurde. Dieses Produkt wurde nur kurz verkauft, weil eine Klage der Chicago Mercantile Exchange den Vertrieb in den USA erfolgreich stoppte.
Im Jahr 1990 wurde ein ähnliches Produkt, Toronto Index Participation Shares, das den TSE-35- und später den TSE-100-Index abbildete, an der Toronto Stock Exchange gehandelt. Die Popularität dieser Produkte veranlasste die amerikanische Börse (NYSE) dazu, ein Produkt zu entwickeln, welches den Vorschriften der United States Securities and Exchange Commission entsprach.
Nathan Most und Steven Bloom entwarfen und entwickelten unter der Leitung von Ivers Riley den Standard & Poor’s Depositary Receipts, der im Januar 1993 eingeführt wurde. Der als SPDR oder „Spider“ bekannte Fonds wurde zum größten ETF der Welt. Im Mai 1995 stellte State Street Global Advisors den S&P 400 MidCap SPDR vor.
Barclays Global Investors trat 1996 in Zusammenarbeit mit MSCI und Funds Distributor Inc. mit den World Equity Benchmark Shares (WEBS) in den Markt ein, aus denen später die iShares MSCI ETFs wurden. WEBS bot Produkte auf 17 MSCI-Länderindizes an, die vom Indexanbieter des Fonds, Morgan Stanley, verwaltet wurden.
1998 führte State Street Global Advisors „Sector Spiders“ ein, separate ETFs für jeden Sektor des S&P 500 Index. Ebenfalls 1998 wurde der SPDR „Dow Diamonds“ ETF eingeführt, der den Dow Jones Industrial Average abbildet. 1999 wurden der einflussreichen SPDR „Cubes“ ETF mit dem Ziel eingeführt, die Preisbewegung des NASDAQ-100 nachzubilden.
Die iShares-Linie wurde Anfang 2000 eingeführt. Bis 2005 hatten sie einen Marktanteil von 44 % an den verwalteten ETF-Vermögenswerten. Barclays Global Investors wurde 2009 an BlackRock verkauft.
Im Jahr 2001 trat die Vanguard Group mit der Einführung des Vanguard Total Stock Market ETF in den Markt ein, der alle öffentlich gehandelten Aktien in den USA beinhaltet.
iShares hat im Juli 2002 den ersten Rentenfonds ausgegeben: iShares IBoxx $ Invest Grade Corp-ETF, der Unternehmensanleihen hält. Außerdem emittierte das Unternehmen einen ETF auf inflationsindexierte Anleihen.
2007 führte iShares einen ETF ein, der hochverzinsliche, hochrisikobehaftete Wertpapiere (Junk Bonds) hält, und einen ETF, der US-amerikanische Kommunalanleihen hält. State Street Global Advisors und The Vanguard Group emittierten in diesem Jahr ebenfalls erstmals Anleihen-ETFs.
Im Dezember 2005 lancierte Rydex (heute Invesco) den ersten Währungs-ETF, den Euro Currency Trust, der den Wert des Euro nachbildete. 2007 hat die DB X-Trackers der Deutschen Bank den EONIA Total Return Index ETF aufgelegt, der den EONIA nachbildet. 2008 wurden in London der Sterling Money Market ETF und der US-Dollar Money Market ETF aufgelegt.
Der erste gehebelte ETF, d. h. mit Leverage, wurde 2006 von ProShares ausgegeben.
Im Jahr 2008 genehmigte die SEC ETFs, die aktive Managementstrategien verwenden. Bear Stearns legte daraufhin den ersten aktiv-gemanagten ETF auf, den Current Yield ETF, der ab dem 25. März 2008 an der NYSE gehandelt wurde.
Im Dezember 2014 erreichte das von US-amerikanischen ETFs verwaltete Vermögen 2 Billionen US-Dollar, bis November 2019 4 Billionen US-Dollar. In Europa wurden im Dezember 2019 1 Billion  Euro in ETFs verwaltet.

## Eigenschaften
ETF-Anteile verbriefen ebenso wie normale Investmentfonds-Anteile einen anteiligen Besitz an einem Sondervermögen, das getrennt vom Vermögen der emittierenden Investmentgesellschaft geführt wird.
Die Anlagestrategie von börsengehandelten Fonds ist in aller Regel passiv, das Fondsmanagement investiert also das Fondsvermögen nicht auf der Basis eigener Meinungen, sondern bildet die Wertentwicklung einer vorab definierten Benchmark in Form eines Finanzindexes nach (siehe hierzu Index Investing). Es werden auch aktiv gemanagte ETFs angeboten, diese haben aber einen sehr geringen Marktanteil. Dabei ist auch die Abgrenzung zu Strategieindizes nicht scharf.
Zusätzliche von der Entwicklung der Benchmark unabhängige Erträge kann das Fondsmanagement erzielen, indem es die Wertpapiere des Sondervermögens an andere Kapitalmarktteilnehmer verleiht und damit Leihgebühren erwirtschaftet.
Börsengehandelte Fonds können jederzeit ähnlich wie Aktien an der Börse gehandelt werden. Von normalen Investmentfonds, die auch teilweise an der Börse gehandelt werden, unterscheiden sich ETF in den folgenden Punkten:
- Anleger kaufen und verkaufen ETF im Normalfall nur an der Börse, ein Erwerb über die emittierende Investmentgesellschaft ist nicht vorgesehen.[2]:31
- Die Zusammensetzung des Sondervermögens wird einmal täglich veröffentlicht.[23]
- Während bei normalen Investmentfonds nur einmal täglich der Nettoinventarwert des Sondervermögens veröffentlicht wird, ermittelt und veröffentlicht der Emittent von ETF während des Handelstages fortlaufend einen indikativen Nettoinventarwert (iNAV).[2]:6
- Für die Schaffung neuer und die Auflösung bestehender ETF-Anteile gibt es spezielle Prozesse, Creation bzw. Redemption (siehe unten).[2]:6–7

Der Preis von börsengehandelten Fonds bildet sich an der Börse durch Angebot und Nachfrage, liegt aber aus Arbitragegründen normalerweise nahe beim Nettoinventarwert des Sondervermögens. Um einen liquiden Markt zu gewährleisten, werden börsengehandelte Fonds von Market Makern betreut, die laufend Ankaufs- und Verkaufskurse stellen.
Im Gegensatz dazu können nicht börsengehandelte Fondsanteile nur über die Fondsgesellschaft gekauft und verkauft werden. Die Fondsgesellschaft stellt nur einmal am Tag einen Preis fest.
ETFs tragen einen wesentlichen Teil zu der Demokratisierung der Anlageklassen bei, nachdem so auch Kleinanlegern Zugang zu Wertpapieren und anderen Vermögenswerten gewährt wird, die – vor der Entwicklung von ETFs – nur Großinvestoren oder vermögenden Privatkunden offen standen. So waren vor der ETF-Epoche Investments in Rohstoffe, Öl und alternative Energiequellen ausschließlich institutionellen Investoren bzw. Hochvermögenden zugänglich.
Von börsengehandelten Fonds zu unterscheiden sind die ähnlich bezeichneten Exchange-traded Notes und Exchange-traded Commodities. Bei diesen handelt es sich nicht um Anteile an einem Sondervermögen, sondern um spezielle Arten von Schuldverschreibungen, die Zertifikaten ähneln.

### Kosten
Investoren tragen bei börsengehandelten Fonds die folgenden Kosten::26 ff.
- Kosten, die in der Gesamtkostenquote zusammengefasst werden, wie Managementgebühren, Indexgebühren und sonstige Kosten, z. B. für Prospekte.
- Transaktionskosten des Fonds

Diese anfallenden Kosten werden – wie bei Investmentfonds üblich – dem Sondervermögen entnommen. Die üblichen Gebühren für den Börsenhandel (Orderprovision, Maklercourtage, Abwicklungsentgelte, Geld-Brief-Spanne) werden hingegen direkt vom Investor beglichen.
Die jährlichen Managementkosten liegen typischerweise unter 1 %.:52:27
Bei ETFs, die eine passive Anlagestrategie verfolgen, fallen gegebenenfalls geringere Transaktionskosten an, und die Kosten für ein aktives Fondsmanagement entfallen.
Da ETFs nicht über die Investmentgesellschaft gekauft werden, entfällt der dabei oft zu entrichtende Ausgabeaufschlag.

### Creation/Redemption-Prozess
Die Emission neuer ETF-Anteile erfolgt über einen dieser Wertpapierart eigenen Vorgang, den sog. Creation-Prozess. Analog werden ETF-Anteile über den sog. Redemption-Prozess an die emittierende Investmentgesellschaft zurückgegeben.:63 ff.
Im Creation-Prozess werden ETF-Anteile in Blöcken von normalerweisen 50.000 Stück geschaffen. Der Authorized Participant (AP) liefert Barmittel oder einen Wertpapierkorb im Wert der zu schaffenden ETF-Anteile an die Investmentgesellschaft. Diese liefert im Gegenzug die Anteile, die der Market Maker nun über die Börse an Investoren veräußern kann.
Eine Besonderheit ist dabei die Möglichkeit, einen Wertpapierkorb zu liefern. Dieser entspricht im einfachsten Fall in seiner Zusammensetzung der Strategie des betreffenden ETF. Beispielsweise kann der Market Maker im Falle eines ETFs, der den STOXX-Europe-50-Index nachbilden soll, ein Wertpapierportfolio liefern, das die im Index enthaltenen Aktien gemäß deren Indexgewichten enthält. Diese Vorgehensweise wird als „creation in kind“ (ungefähr: „Schaffung in derselben Art“) bezeichnet. Werden die neuen Wertpapiere mit Geld bezahlt, spricht man von einer „cash creation“ (englisch, ungefähr: „Schaffung über Bargeld“).
Umgekehrt kann der Authorized Participant ETF-Anteile an die emittierende Investmentgesellschaft zurückgeben, z. B. wenn er eine entsprechende Anzahl am Sekundärmarkt zurückgekauft hat. Er erhält analog zum Creation-Prozess Barmittel oder einen Wertpapierkorb zurück. Analog zum Creation-Prozess spricht man von „redemption in kind“ und „cash redemption“.
Institutionelle Investoren, die große Volumina kaufen oder verkaufen möchten, können dies auch außerbörslich direkt bei der Investmentgesellschaft über den Creation- bzw. Redemption-Prozess tun. Liefert oder erhält der Investor beim Kauf bzw. Verkauf einen Wertpapierkorb, kann dies für ihn steuerliche Vorteile haben.

## Typisierung von ETF
Börsengehandelte Fonds können nach verschiedenen Kriterien charakterisiert werden. Dazu gehören die Anlageklasse, der nachgebildete Index und die Art der Indexnachbildung.

### Anlageklassen
Börsengehandelte Fonds sind für zahlreiche Anlageklassen verfügbar, hauptsächlich Aktien, Anleihen, Geldmarkt, Alternative Investments, Währungen, Rohstoffe und Immobilien.:24 ff:17

### Indizes
Die ersten ETFs bezogen sich auf marktbreite Aktienindizes.:22–38, 78ff:37 ff. Im Laufe der Zeit verbreiterte sich das Angebot, neben anderen Anlageklassen wurden ETFs auf mehr und dabei auch auf stärker spezialisierte Indizes angeboten. Die von börsengehandelten Fonds nachgebildeten Indizes können wie folgt klassifiziert werden:
- Marktbreite Indizes (wie z. B. der STOXX Europe 50 oder der iBoxx).
- Branchenindizes (z. B. die branchenbezogenen Sub-Indizes der bekannten Aktienindizes).
- Regionenindizes, d. h. Indizes, die sich auf Wirtschaftsregionen beziehen (zum Beispiel Schwellenmärkte).
- Sogenannte Strategieindizes.

Mit „Strategieindex“ wird eine Vielzahl sehr spezialisierter und dabei sehr unterschiedlicher, meist aktienbezogener Indizes bezeichnet. Die Abgrenzung zu anderen Indextypen ist dabei nicht immer eindeutig. Darunter können fallen:
- Indizes, die sich auf sehr spezialisierte Branchen beziehen (z. B. auf erneuerbare Energien wie der ÖkoDax),
- Indizes, deren Zusammensetzung und Gewichtungen sich nach Fundamentaldaten (z. B. FTSE-RAFI-Indizes oder solche, die versuchen, Substanzwerte oder Wachstumswerte zu selektieren) oder der Dividendenrendite (z. B. DivDAX) bestimmen,
- Indizes, die bestimmte Handelsstrategien nachbilden. Dazu gehören insbesondere Indizes, die Shortpositionen, gehebelte Positionen und Optionsstrategien nachbilden.

### Art der Indexreplikation und swapbasierte ETFs
Um mit einem börsengehandelten Fonds die Wertentwicklung des zugrundeliegenden Index abzubilden, gibt es verschiedene Techniken::47 ff.
- Bei der vollständigen Nachbildung (Full-Replication-Methode) werden sämtliche Bestandteile des Index in der entsprechenden Gewichtung im Sondervermögen gehalten.
- Bei der Sampling-Methode wird nur eine Teilmenge der Indexkonstituenten ins Sondervermögen gekauft. Normalerweise wird es sich dabei um die Werte handeln, die das größte Gewicht im Index haben und die größte Liquidität aufweisen.
- Bei der synthetischen Indexnachbildung werden nicht die Indexkonstituenten, sondern Swapgeschäfte im Sondervermögen verwendet, um die Wertentwicklung des Index abzubilden; die eigentlichen Indexbestandteile befinden sich im Allgemeinen nicht im Sondervermögen.

Mit der vollständigen Nachbildung kann eine gute Abbildung der Wertentwicklung des Index erreicht werden (geringer Nachbildungsfehler). Die Methode findet ihre Grenzen bei Indizes, die sehr viele Konstituenten (Einzelwerte) enthalten (so umfasst der bekannte S&P 500-Aktienindex 500 Werte, andere Indizes sogar mehrere tausend Werte). Eine große Anzahl Einzeltitel führt bei der Indexnachbildung zu höheren Transaktionskosten. Außerdem werden sich bei vielen Konstituenten tendenziell mehr illiquide Titel finden, was die Replikation erschwert und ebenfalls teurer machen kann. Letztlich entsprechen die Indexgewichte der Einzelwerte nur selten ganzen Stückzahlen an Wertpapieren, ein Problem, das sich verstärkt bei Performanceindizes in Bezug auf die Wiederanlage von Erträgen zeigt. Außerdem kann die vollständige Nachbildung nicht angewendet werden, wenn der dem ETF zugrundeliegende Index Werte enthält, die nicht frei handelbar sind.
Da bei großen Indizes, die nicht gleichgewichtet sind, einige Werte nur ein geringes Gewicht und damit geringen Einfluss auf die Indexentwicklung haben, kann man diese Probleme mit der Sampling-Methode umgehen. Dabei wird aber tendenziell der Nachbildungsfehler größer.
Die synthetische Indexnachbildung ist eine neuere Entwicklung. Sie ermöglicht bzw. vereinfacht es, via ETFs in sehr illiquide oder nicht frei handelbare Werte zu investieren. Bei dieser Methode der Replikation befinden sich im Sondervermögen Wertpapiere, die gegebenenfalls keine oder nur eine geringe Verbindung zu dem nachzubildenden Index aufweisen. Außerdem befinden sich Swapgeschäfte (Equity Swaps, Total Return Swaps) im Sondervermögen, mit denen die Wertentwicklung der Papiere in die des gewünschten Index getauscht wird.
Mit der synthetischen Indexnachbildung kann ein geringerer Nachbildungsfehler erreicht werden. Außerdem können mit Swaps im Sondervermögen gegebenenfalls sowohl Steuervorteile als auch technische Vorteile in Bezug auf die Geschäftsabwicklung erzielt werden.:76 f. Im Gegenzug entsteht ein gewisses Kontrahentenrisiko, das jedoch durch üblicherweise durch täglichen Ausgleich auf die Wertentwicklung eines Handelstags beschränkt wird.

## Risiken

### Marktrisiken
Verlustrisiken bestehen für einen Anleger primär aus den aus Preisschwankungen des ETF resultierenden Marktpreisrisiken. Bei ETFs auf marktbreite Indizes handelt es sich im Wesentlichen um allgemeines oder unspezifisches Marktpreisrisiko (Marktrisiko im Sinne des Capital Asset Pricing Model), da marktbreite Indizes stark diversifiziert sind. Bei spezialisierten ETFs kommen besondere oder spezifische Marktpreisrisiken (z. B. Länderrisiken, Branchenrisiken) hinzu. Die Anlageklasse des ETFs bestimmt, welche Art des Marktpreisrisikos hauptsächlich zum Tragen kommt (Aktienrisiken, Zinsänderungsrisiken etc.). Bei einer Investition des ETFs in Anleihen kommt das Adressenausfallrisiko (Bonitätsrisiko) der Anleiheschuldner im Sondervermögen hinzu.

### Ausfallrisiko
Generell gilt für Wertpapiere wie ETF die Einlagensicherung der Banken nicht. Als Sondervermögen sind sie nicht Teil der Insolvenzmasse und verbleiben im Kundenbesitz. Sollten die Wertpapiere dennoch nicht herausgeben werden können, etwa im Betrugsfall, würde gemäß Anlegerentschädigungsgesetz eine Anlegerentschädigung von maximal 20.000 Euro pro Kunde und Institut greifen (§ 4 Absatz 2 AnlEntG).

### Nachbildungsfehler
Der Nachbildungsfehler eines börsengehandelten Fonds ist die Differenz zwischen dessen Rendite und der Rendite seines Referenzindex oder Vermögenswert. Ein Nachbildungsfehler ungleich Null bedeutet daher, dass die im ETF-Prospekt angegebene Referenz nicht repliziert werden kann. Der Nachbildungsfehler wird basierend auf dem aktuellen Preis des ETF und seiner Referenz berechnet. Durch diesen Nachbildungsfehler besteht für den Anleger das Risiko, nicht an der gewünschten Wertentwicklung teilzuhaben. Dies beinhaltet umgekehrt auch die Chance, eine bessere Wertentwicklung als die des Indexes zu erhalten.

### Liquidität
ETFs verfügen über ein breites Liquiditätsspektrum. Die beliebtesten ETFs werden kontinuierlich gehandelt, wobei täglich viele Millionen Anteile den Besitzer wechseln, während andere nur einige Male in der Woche gehandelt werden. Die aktivsten ETFs sind sehr liquide, haben ein hohes Volumen und enge Geld-Brief-Spannen und der Preis variiert im Laufe des Tages. Dies steht im Gegensatz zu klassischen Investmentfonds, bei denen alle Käufe oder Verkäufe an einem bestimmten Tag am Ende des Handelstages zum gleichen Preis ausgeführt werden.
Die Bereitstellung eines liquiden Marktes ist Aufgabe der Market Maker. Dies begrenzt das Marktliquiditätsrisiko. Zusätzlich werden in jüngerer Zeit die systemischen Risiken betont, die zum Beispiel daraus erwachsen, dass sich die Wertpapiere im Sondervermögen von denen im Index unterscheiden und sich dadurch eine Verkaufspanik in einem Marktsegment auf andere Segmente übertragen kann.
Nach dem Flash-Crash von 2010, als die Preise für ETFs und andere Aktien und Optionen sehr volatil wurden, die Handelsmärkte stiegen und die Gebote auf einen Cent pro Aktie fielen, wurden neue Vorschriften eingeführt, um ETFs zu zwingen, besser mit systemischen Belastungen umzugehen.
Am 24. August 2015 fielen in den Vereinigten Staaten nach einem schwachen Börsenstart plötzlich die Kurse einiger ETF weit stärker als die Indizes, die sie abbilden sollen. Ein Grund dafür bestand darin, dass verkaufswillige Anleger keine Käufer fanden. Das Problem wurde auf Besonderheiten in den Regeln der New Yorker Börse zurückgeführt. Die Deutsche Börse versicherte, dass auf ihren Systemen vergleichbare Abstürze nicht möglich seien.

### Synthetische ETF
Synthetische ETFs, die keine Wertpapiere besitzen, aber Indizes mit Derivaten und Swaps nachbilden, haben aufgrund mangelnder Transparenz der Produkte und zunehmender Komplexität regulatorische Bedenken ausgelöst.

### Kontrahentenrisiko
Ein synthetischer ETF hat ein Kontrahentenrisiko, da die Gegenpartei vertraglich verpflichtet ist, die Rendite des Index zu erreichen. Das Geschäft wird mit Sicherheiten getätigt, die von der Swap-Gegenpartei hinterlegt wurden. Ein potenzielles Risiko besteht darin, dass die Investmentbank, die den ETF anbietet, eigene Sicherheiten hinterlegt oder dass die Sicherheiten von zweifelhafter Qualität sind. Darüber hinaus könnte die Investmentbank ihre eigene Handelsabteilung als Gegenpartei nutzen. Solche Vorgänge sind aber nach der OGAW-Richtlinie verboten. Durch eine korrekte Besicherung der Swapverträge kann das Kontrahentenrisiko verringert werden. Tatsächlich beträgt bei der Mehrzahl der Anbieter das durchschnittliche Swap-Risiko nicht mehr als 2 Prozent. Unter den Bedingungen der EU-Regulierung (OGAW-Richtlinie) darf der Wert von Derivatgeschäften höchstens 10 Prozent des Nettoinventarwerts eines Sondervermögens betragen, so dass das Kontrahentenrisiko auf diesen Anteil begrenzt ist.:56 f.
Ein Kontrahentenrisiko besteht auch dann, wenn der ETF Wertpapierleihegeschäfte oder Total Return Swaps tätigt. Wertpapierleihegeschäfte werden allgemein besichert durchgeführt. Das Risiko der Wertpapierleihegeschäfte besteht deshalb im Wesentlichen darin, dass bei Ausfall des Entleihers der Wert der erhaltenen Sicherheiten nicht ausreicht, die verliehenen Wertpapiere am Markt wiederzubeschaffen.

## Produkte und Handelsmöglichkeiten
Die Frankfurter Börse hat für den Handel mit ETF am 11. April 2000 ein eigenes Börsensegment mit der Bezeichnung „XTF“ eingerichtet.
Die Terminbörse EUREX bietet Optionen und Futures auf eine Anzahl von ETF verschiedener Emittenten an. Die zugrundeliegenden ETF beziehen sich größtenteils auf marktbreite Aktienindizes. Die Kontrakte weisen im Vergleich zu den sonst üblichen börsengehandelten Termingeschäften ein geringes Kontraktvolumen auf (1 Kontrakt bezieht sich typischerweise auf 100 Fondsanteile), um sie für Privatanleger besser geeignet zu machen.
Mit ETFs sind Wertpapierleihe und Leerverkäufe möglich.:11 ff.
Damit ergeben sich für ETFs auf liquide Indizes grundsätzlich zahlreiche Arbitragemöglichkeiten: Einerseits zwischen dem Kassamarkt und dem börslichen Terminmarkt für ETF-Anteile selbst, andererseits zwischen diesen Märkten und dem ETF zugrundeliegenden Märkten (Aktienmarkt, Rentenmarkt, und so weiter) und schließlich zwischen den ETF-Märkten und den Terminmärkten für die zugrundeliegenden Produkte (also z. B. zwischen Aktienindex-ETF und den zugehörigen ETF-Derivaten einerseits und Aktienindex-Futures und Aktienindexfuture-Optionen andererseits).:21
Seit 2007 gibt es Dachfonds, die alleine in ETFs investieren (ETF-Dachfonds).:87 Weiterhin werden Sparpläne auf ETF angeboten.:85 f.

### ETF-Anbieter
| Name              | Emittierende Investmentgesellschaft | Land                   | Verwaltetes Vermögen in Mrd. $ | Marktanteil in % |
| ----------------- | ----------------------------------- | ---------------------- | ------------------------------ | ---------------- |
| iShares           | BlackRock                           | Vereinigte Staaten     | 917,23                         | 41,69            |
| Amundi            | Amundi                              | Frankreich             | 285,21                         | 12,96            |
| Xtrackers         | DWS Group                           | Deutschland            | 245,68                         | 11,17            |
| Vanguard          | The Vanguard Group                  | Vereinigte Staaten     | 170,25                         | 7,74             |
| Invesco           | Invesco                             | Vereinigte Staaten     | 115,85                         | 5,27             |
| SPDR              | State Street Corporation            | Vereinigte Staaten     | 103,35                         | 4,70             |
| UBS               | UBS                                 | Schweiz                | 98,26                          | 4,47             |
| JPMorgan          | JPMorgan Chase                      | Vereinigte Staaten     | 36,82                          | 1,67             |
| BNP Paribas Easy  | BNP Paribas                         | Frankreich             | 35,1                           | 1,60             |
| HSBC              | HSBC                                | Vereinigtes Königreich | 33,28                          | 1,51             |
| WisdomTree        | WisdomTree                          | Vereinigte Staaten     | 32,93                          | 1,50             |
| VanEck            | VanEck                              | Vereinigte Staaten     | 19,05                          | 0,87             |
| Deka              | DekaBank                            | Deutschland            | 17,66                          | 0,80             |
| L&G               | Legal & General                     | Vereinigtes Königreich | 16,31                          | 0,74             |
| Sonstige Anbieter |                                     |                        | 73,02                          | 3,32             |
| Summe             |                                     |                        | 2200                           |                  |

## Marktvolumen
Das Volumen des Marktes für börsengehandelte Fonds (ETF), gemessen am verwalteten Vermögen, ist weltweit seit Beginn der neunziger Jahre fast stetig gewachsen. Lediglich 2008 fand ein Rückgang statt, der auf die Kursverfälle im Zuge der Finanzkrise zurückzuführen war; netto verzeichneten ETF auch 2008 einen Zufluss an Mitteln.:39 Im Jahr 2002 lag das verwaltete Vermögen bei 142 Milliarden USD, 2007 bei 797 Milliarden USD, 2009 erreichte es 1 Billion USD.:80
Ende August 2019 war erstmals mehr Kapital in ETFs (die den US-amerikanischen Aktienmarkt abbilden) investiert als in aktiv gemanagten Fonds. Laut Morningstar Inc. waren bis dahin 4,27 Billionen Dollar in amerikanischen ETFs investiert.
In Deutschland ist das Marktvolumen von 5 Milliarden Euro im Jahr 2002 auf 64 Milliarden Euro 2007 angewachsen.:779–781 Europaweit lag das Volumen 2009 bei 160 Milliarden Euro. Ende Dezember 2015 lag in Europa das Marktvolumen bei 511 Milliarden Euro.
ETF werden sowohl von Privatanlegern als auch von institutionellen Anlegern als Anlageform genutzt. Institutionelle Anleger nutzen ETF unter anderem dazu, den passiven Teil ihrer Anlagestrategien abzubilden. 2008 lag der Anteil der Anlagen, die institutionelle Anleger passiv in ETF investiert hatten, bei etwa 3 Prozent. Außerdem werden ETF zum Liquiditätsmanagement genutzt. Auf Grund ihrer vergleichsweise geringen Gebühren und ihrer guten Handelbarkeit eignen sie sich auch dazu, liquide Mittel kurzfristig zwischenzuparken.:66 f.